# Владімірова тема
Те́ма Владі́мірова — тема в шаховій композиції. Суть теми — вступні ходи в хибній грі спростовуються ходами чорних, які в рішенні утворюють варіанти: на ходи-спростування хибної гри проходять матуючі ходи білих, що були в хибній грі вступними ходами. В початковій позиції тематичні мати повинні бути незаготовлені. 

## Історія
Ідею запропонував у 1977 році шаховий композитор з Москви Яків Георгійович Владіміров (22.07.1935). Одночасно над цією ідеєю працювали проблемісти з міста Баку.
В хибній грі на кожен тематичний вступний хід є одне спростування чорних, а в рішенні на ці спростування проходять матуючі ходи, які були вступними в хибній грі, як показано нижче в алгоритмі вираження теми. Пройшла переміна функцій ходів білих фігур: вступний хід — матуючий хід на ходи-спростування чорних, як в темі Банного, але без чергування.
Ідея дістала назву — тема Владімірова. Тема має ще ряд форм вираження, зокрема — повна, зворотна, ускладнена, перехресно-замкнута. Якщо в задачі виражено тему Владімірова лише в одному варіанті — це  парадокс Владімірова. Якщо замість спростування одної з фаз використовується захист, який призводить до стороннього мату, який відрізняється від вступного ходу іншої тематичної фази — це ефект Владімірова.
Алгоритм вираження базової форми:
1. A? a!
1. B? b!
1. !(?) ~
1. ... a 2. A #
1. ... b 2. B #
|   | a | b | c | d | e | f | g | h |   |
| 8 | e8 білий король · g8 білий ферзь · h8 чорний кінь · a7 чорний король · c7 білий слон · f7 чорний пішак · h7 чорна тура · h6 біла тура · a5 білий кінь · f5 білий пішак · d4 біла тура · h3 чорний пішак · b2 чорний кінь · e2 чорний пішак · h2 білий пішак · e1 білий кінь · f1 чорний слон · h1 білий слон | e8 білий король · g8 білий ферзь · h8 чорний кінь · a7 чорний король · c7 білий слон · f7 чорний пішак · h7 чорна тура · h6 біла тура · a5 білий кінь · f5 білий пішак · d4 біла тура · h3 чорний пішак · b2 чорний кінь · e2 чорний пішак · h2 білий пішак · e1 білий кінь · f1 чорний слон · h1 білий слон | e8 білий король · g8 білий ферзь · h8 чорний кінь · a7 чорний король · c7 білий слон · f7 чорний пішак · h7 чорна тура · h6 біла тура · a5 білий кінь · f5 білий пішак · d4 біла тура · h3 чорний пішак · b2 чорний кінь · e2 чорний пішак · h2 білий пішак · e1 білий кінь · f1 чорний слон · h1 білий слон | e8 білий король · g8 білий ферзь · h8 чорний кінь · a7 чорний король · c7 білий слон · f7 чорний пішак · h7 чорна тура · h6 біла тура · a5 білий кінь · f5 білий пішак · d4 біла тура · h3 чорний пішак · b2 чорний кінь · e2 чорний пішак · h2 білий пішак · e1 білий кінь · f1 чорний слон · h1 білий слон | e8 білий король · g8 білий ферзь · h8 чорний кінь · a7 чорний король · c7 білий слон · f7 чорний пішак · h7 чорна тура · h6 біла тура · a5 білий кінь · f5 білий пішак · d4 біла тура · h3 чорний пішак · b2 чорний кінь · e2 чорний пішак · h2 білий пішак · e1 білий кінь · f1 чорний слон · h1 білий слон | e8 білий король · g8 білий ферзь · h8 чорний кінь · a7 чорний король · c7 білий слон · f7 чорний пішак · h7 чорна тура · h6 біла тура · a5 білий кінь · f5 білий пішак · d4 біла тура · h3 чорний пішак · b2 чорний кінь · e2 чорний пішак · h2 білий пішак · e1 білий кінь · f1 чорний слон · h1 білий слон | e8 білий король · g8 білий ферзь · h8 чорний кінь · a7 чорний король · c7 білий слон · f7 чорний пішак · h7 чорна тура · h6 біла тура · a5 білий кінь · f5 білий пішак · d4 біла тура · h3 чорний пішак · b2 чорний кінь · e2 чорний пішак · h2 білий пішак · e1 білий кінь · f1 чорний слон · h1 білий слон | e8 білий король · g8 білий ферзь · h8 чорний кінь · a7 чорний король · c7 білий слон · f7 чорний пішак · h7 чорна тура · h6 біла тура · a5 білий кінь · f5 білий пішак · d4 біла тура · h3 чорний пішак · b2 чорний кінь · e2 чорний пішак · h2 білий пішак · e1 білий кінь · f1 чорний слон · h1 білий слон | 8 |
| 7 | e8 білий король · g8 білий ферзь · h8 чорний кінь · a7 чорний король · c7 білий слон · f7 чорний пішак · h7 чорна тура · h6 біла тура · a5 білий кінь · f5 білий пішак · d4 біла тура · h3 чорний пішак · b2 чорний кінь · e2 чорний пішак · h2 білий пішак · e1 білий кінь · f1 чорний слон · h1 білий слон | e8 білий король · g8 білий ферзь · h8 чорний кінь · a7 чорний король · c7 білий слон · f7 чорний пішак · h7 чорна тура · h6 біла тура · a5 білий кінь · f5 білий пішак · d4 біла тура · h3 чорний пішак · b2 чорний кінь · e2 чорний пішак · h2 білий пішак · e1 білий кінь · f1 чорний слон · h1 білий слон | e8 білий король · g8 білий ферзь · h8 чорний кінь · a7 чорний король · c7 білий слон · f7 чорний пішак · h7 чорна тура · h6 біла тура · a5 білий кінь · f5 білий пішак · d4 біла тура · h3 чорний пішак · b2 чорний кінь · e2 чорний пішак · h2 білий пішак · e1 білий кінь · f1 чорний слон · h1 білий слон | e8 білий король · g8 білий ферзь · h8 чорний кінь · a7 чорний король · c7 білий слон · f7 чорний пішак · h7 чорна тура · h6 біла тура · a5 білий кінь · f5 білий пішак · d4 біла тура · h3 чорний пішак · b2 чорний кінь · e2 чорний пішак · h2 білий пішак · e1 білий кінь · f1 чорний слон · h1 білий слон | e8 білий король · g8 білий ферзь · h8 чорний кінь · a7 чорний король · c7 білий слон · f7 чорний пішак · h7 чорна тура · h6 біла тура · a5 білий кінь · f5 білий пішак · d4 біла тура · h3 чорний пішак · b2 чорний кінь · e2 чорний пішак · h2 білий пішак · e1 білий кінь · f1 чорний слон · h1 білий слон | e8 білий король · g8 білий ферзь · h8 чорний кінь · a7 чорний король · c7 білий слон · f7 чорний пішак · h7 чорна тура · h6 біла тура · a5 білий кінь · f5 білий пішак · d4 біла тура · h3 чорний пішак · b2 чорний кінь · e2 чорний пішак · h2 білий пішак · e1 білий кінь · f1 чорний слон · h1 білий слон | e8 білий король · g8 білий ферзь · h8 чорний кінь · a7 чорний король · c7 білий слон · f7 чорний пішак · h7 чорна тура · h6 біла тура · a5 білий кінь · f5 білий пішак · d4 біла тура · h3 чорний пішак · b2 чорний кінь · e2 чорний пішак · h2 білий пішак · e1 білий кінь · f1 чорний слон · h1 білий слон | e8 білий король · g8 білий ферзь · h8 чорний кінь · a7 чорний король · c7 білий слон · f7 чорний пішак · h7 чорна тура · h6 біла тура · a5 білий кінь · f5 білий пішак · d4 біла тура · h3 чорний пішак · b2 чорний кінь · e2 чорний пішак · h2 білий пішак · e1 білий кінь · f1 чорний слон · h1 білий слон | 7 |
| 6 | e8 білий король · g8 білий ферзь · h8 чорний кінь · a7 чорний король · c7 білий слон · f7 чорний пішак · h7 чорна тура · h6 біла тура · a5 білий кінь · f5 білий пішак · d4 біла тура · h3 чорний пішак · b2 чорний кінь · e2 чорний пішак · h2 білий пішак · e1 білий кінь · f1 чорний слон · h1 білий слон | e8 білий король · g8 білий ферзь · h8 чорний кінь · a7 чорний король · c7 білий слон · f7 чорний пішак · h7 чорна тура · h6 біла тура · a5 білий кінь · f5 білий пішак · d4 біла тура · h3 чорний пішак · b2 чорний кінь · e2 чорний пішак · h2 білий пішак · e1 білий кінь · f1 чорний слон · h1 білий слон | e8 білий король · g8 білий ферзь · h8 чорний кінь · a7 чорний король · c7 білий слон · f7 чорний пішак · h7 чорна тура · h6 біла тура · a5 білий кінь · f5 білий пішак · d4 біла тура · h3 чорний пішак · b2 чорний кінь · e2 чорний пішак · h2 білий пішак · e1 білий кінь · f1 чорний слон · h1 білий слон | e8 білий король · g8 білий ферзь · h8 чорний кінь · a7 чорний король · c7 білий слон · f7 чорний пішак · h7 чорна тура · h6 біла тура · a5 білий кінь · f5 білий пішак · d4 біла тура · h3 чорний пішак · b2 чорний кінь · e2 чорний пішак · h2 білий пішак · e1 білий кінь · f1 чорний слон · h1 білий слон | e8 білий король · g8 білий ферзь · h8 чорний кінь · a7 чорний король · c7 білий слон · f7 чорний пішак · h7 чорна тура · h6 біла тура · a5 білий кінь · f5 білий пішак · d4 біла тура · h3 чорний пішак · b2 чорний кінь · e2 чорний пішак · h2 білий пішак · e1 білий кінь · f1 чорний слон · h1 білий слон | e8 білий король · g8 білий ферзь · h8 чорний кінь · a7 чорний король · c7 білий слон · f7 чорний пішак · h7 чорна тура · h6 біла тура · a5 білий кінь · f5 білий пішак · d4 біла тура · h3 чорний пішак · b2 чорний кінь · e2 чорний пішак · h2 білий пішак · e1 білий кінь · f1 чорний слон · h1 білий слон | e8 білий король · g8 білий ферзь · h8 чорний кінь · a7 чорний король · c7 білий слон · f7 чорний пішак · h7 чорна тура · h6 біла тура · a5 білий кінь · f5 білий пішак · d4 біла тура · h3 чорний пішак · b2 чорний кінь · e2 чорний пішак · h2 білий пішак · e1 білий кінь · f1 чорний слон · h1 білий слон | e8 білий король · g8 білий ферзь · h8 чорний кінь · a7 чорний король · c7 білий слон · f7 чорний пішак · h7 чорна тура · h6 біла тура · a5 білий кінь · f5 білий пішак · d4 біла тура · h3 чорний пішак · b2 чорний кінь · e2 чорний пішак · h2 білий пішак · e1 білий кінь · f1 чорний слон · h1 білий слон | 6 |
| 5 | e8 білий король · g8 білий ферзь · h8 чорний кінь · a7 чорний король · c7 білий слон · f7 чорний пішак · h7 чорна тура · h6 біла тура · a5 білий кінь · f5 білий пішак · d4 біла тура · h3 чорний пішак · b2 чорний кінь · e2 чорний пішак · h2 білий пішак · e1 білий кінь · f1 чорний слон · h1 білий слон | e8 білий король · g8 білий ферзь · h8 чорний кінь · a7 чорний король · c7 білий слон · f7 чорний пішак · h7 чорна тура · h6 біла тура · a5 білий кінь · f5 білий пішак · d4 біла тура · h3 чорний пішак · b2 чорний кінь · e2 чорний пішак · h2 білий пішак · e1 білий кінь · f1 чорний слон · h1 білий слон | e8 білий король · g8 білий ферзь · h8 чорний кінь · a7 чорний король · c7 білий слон · f7 чорний пішак · h7 чорна тура · h6 біла тура · a5 білий кінь · f5 білий пішак · d4 біла тура · h3 чорний пішак · b2 чорний кінь · e2 чорний пішак · h2 білий пішак · e1 білий кінь · f1 чорний слон · h1 білий слон | e8 білий король · g8 білий ферзь · h8 чорний кінь · a7 чорний король · c7 білий слон · f7 чорний пішак · h7 чорна тура · h6 біла тура · a5 білий кінь · f5 білий пішак · d4 біла тура · h3 чорний пішак · b2 чорний кінь · e2 чорний пішак · h2 білий пішак · e1 білий кінь · f1 чорний слон · h1 білий слон | e8 білий король · g8 білий ферзь · h8 чорний кінь · a7 чорний король · c7 білий слон · f7 чорний пішак · h7 чорна тура · h6 біла тура · a5 білий кінь · f5 білий пішак · d4 біла тура · h3 чорний пішак · b2 чорний кінь · e2 чорний пішак · h2 білий пішак · e1 білий кінь · f1 чорний слон · h1 білий слон | e8 білий король · g8 білий ферзь · h8 чорний кінь · a7 чорний король · c7 білий слон · f7 чорний пішак · h7 чорна тура · h6 біла тура · a5 білий кінь · f5 білий пішак · d4 біла тура · h3 чорний пішак · b2 чорний кінь · e2 чорний пішак · h2 білий пішак · e1 білий кінь · f1 чорний слон · h1 білий слон | e8 білий король · g8 білий ферзь · h8 чорний кінь · a7 чорний король · c7 білий слон · f7 чорний пішак · h7 чорна тура · h6 біла тура · a5 білий кінь · f5 білий пішак · d4 біла тура · h3 чорний пішак · b2 чорний кінь · e2 чорний пішак · h2 білий пішак · e1 білий кінь · f1 чорний слон · h1 білий слон | e8 білий король · g8 білий ферзь · h8 чорний кінь · a7 чорний король · c7 білий слон · f7 чорний пішак · h7 чорна тура · h6 біла тура · a5 білий кінь · f5 білий пішак · d4 біла тура · h3 чорний пішак · b2 чорний кінь · e2 чорний пішак · h2 білий пішак · e1 білий кінь · f1 чорний слон · h1 білий слон | 5 |
| 4 | e8 білий король · g8 білий ферзь · h8 чорний кінь · a7 чорний король · c7 білий слон · f7 чорний пішак · h7 чорна тура · h6 біла тура · a5 білий кінь · f5 білий пішак · d4 біла тура · h3 чорний пішак · b2 чорний кінь · e2 чорний пішак · h2 білий пішак · e1 білий кінь · f1 чорний слон · h1 білий слон | e8 білий король · g8 білий ферзь · h8 чорний кінь · a7 чорний король · c7 білий слон · f7 чорний пішак · h7 чорна тура · h6 біла тура · a5 білий кінь · f5 білий пішак · d4 біла тура · h3 чорний пішак · b2 чорний кінь · e2 чорний пішак · h2 білий пішак · e1 білий кінь · f1 чорний слон · h1 білий слон | e8 білий король · g8 білий ферзь · h8 чорний кінь · a7 чорний король · c7 білий слон · f7 чорний пішак · h7 чорна тура · h6 біла тура · a5 білий кінь · f5 білий пішак · d4 біла тура · h3 чорний пішак · b2 чорний кінь · e2 чорний пішак · h2 білий пішак · e1 білий кінь · f1 чорний слон · h1 білий слон | e8 білий король · g8 білий ферзь · h8 чорний кінь · a7 чорний король · c7 білий слон · f7 чорний пішак · h7 чорна тура · h6 біла тура · a5 білий кінь · f5 білий пішак · d4 біла тура · h3 чорний пішак · b2 чорний кінь · e2 чорний пішак · h2 білий пішак · e1 білий кінь · f1 чорний слон · h1 білий слон | e8 білий король · g8 білий ферзь · h8 чорний кінь · a7 чорний король · c7 білий слон · f7 чорний пішак · h7 чорна тура · h6 біла тура · a5 білий кінь · f5 білий пішак · d4 біла тура · h3 чорний пішак · b2 чорний кінь · e2 чорний пішак · h2 білий пішак · e1 білий кінь · f1 чорний слон · h1 білий слон | e8 білий король · g8 білий ферзь · h8 чорний кінь · a7 чорний король · c7 білий слон · f7 чорний пішак · h7 чорна тура · h6 біла тура · a5 білий кінь · f5 білий пішак · d4 біла тура · h3 чорний пішак · b2 чорний кінь · e2 чорний пішак · h2 білий пішак · e1 білий кінь · f1 чорний слон · h1 білий слон | e8 білий король · g8 білий ферзь · h8 чорний кінь · a7 чорний король · c7 білий слон · f7 чорний пішак · h7 чорна тура · h6 біла тура · a5 білий кінь · f5 білий пішак · d4 біла тура · h3 чорний пішак · b2 чорний кінь · e2 чорний пішак · h2 білий пішак · e1 білий кінь · f1 чорний слон · h1 білий слон | e8 білий король · g8 білий ферзь · h8 чорний кінь · a7 чорний король · c7 білий слон · f7 чорний пішак · h7 чорна тура · h6 біла тура · a5 білий кінь · f5 білий пішак · d4 біла тура · h3 чорний пішак · b2 чорний кінь · e2 чорний пішак · h2 білий пішак · e1 білий кінь · f1 чорний слон · h1 білий слон | 4 |
| 3 | e8 білий король · g8 білий ферзь · h8 чорний кінь · a7 чорний король · c7 білий слон · f7 чорний пішак · h7 чорна тура · h6 біла тура · a5 білий кінь · f5 білий пішак · d4 біла тура · h3 чорний пішак · b2 чорний кінь · e2 чорний пішак · h2 білий пішак · e1 білий кінь · f1 чорний слон · h1 білий слон | e8 білий король · g8 білий ферзь · h8 чорний кінь · a7 чорний король · c7 білий слон · f7 чорний пішак · h7 чорна тура · h6 біла тура · a5 білий кінь · f5 білий пішак · d4 біла тура · h3 чорний пішак · b2 чорний кінь · e2 чорний пішак · h2 білий пішак · e1 білий кінь · f1 чорний слон · h1 білий слон | e8 білий король · g8 білий ферзь · h8 чорний кінь · a7 чорний король · c7 білий слон · f7 чорний пішак · h7 чорна тура · h6 біла тура · a5 білий кінь · f5 білий пішак · d4 біла тура · h3 чорний пішак · b2 чорний кінь · e2 чорний пішак · h2 білий пішак · e1 білий кінь · f1 чорний слон · h1 білий слон | e8 білий король · g8 білий ферзь · h8 чорний кінь · a7 чорний король · c7 білий слон · f7 чорний пішак · h7 чорна тура · h6 біла тура · a5 білий кінь · f5 білий пішак · d4 біла тура · h3 чорний пішак · b2 чорний кінь · e2 чорний пішак · h2 білий пішак · e1 білий кінь · f1 чорний слон · h1 білий слон | e8 білий король · g8 білий ферзь · h8 чорний кінь · a7 чорний король · c7 білий слон · f7 чорний пішак · h7 чорна тура · h6 біла тура · a5 білий кінь · f5 білий пішак · d4 біла тура · h3 чорний пішак · b2 чорний кінь · e2 чорний пішак · h2 білий пішак · e1 білий кінь · f1 чорний слон · h1 білий слон | e8 білий король · g8 білий ферзь · h8 чорний кінь · a7 чорний король · c7 білий слон · f7 чорний пішак · h7 чорна тура · h6 біла тура · a5 білий кінь · f5 білий пішак · d4 біла тура · h3 чорний пішак · b2 чорний кінь · e2 чорний пішак · h2 білий пішак · e1 білий кінь · f1 чорний слон · h1 білий слон | e8 білий король · g8 білий ферзь · h8 чорний кінь · a7 чорний король · c7 білий слон · f7 чорний пішак · h7 чорна тура · h6 біла тура · a5 білий кінь · f5 білий пішак · d4 біла тура · h3 чорний пішак · b2 чорний кінь · e2 чорний пішак · h2 білий пішак · e1 білий кінь · f1 чорний слон · h1 білий слон | e8 білий король · g8 білий ферзь · h8 чорний кінь · a7 чорний король · c7 білий слон · f7 чорний пішак · h7 чорна тура · h6 біла тура · a5 білий кінь · f5 білий пішак · d4 біла тура · h3 чорний пішак · b2 чорний кінь · e2 чорний пішак · h2 білий пішак · e1 білий кінь · f1 чорний слон · h1 білий слон | 3 |
| 2 | e8 білий король · g8 білий ферзь · h8 чорний кінь · a7 чорний король · c7 білий слон · f7 чорний пішак · h7 чорна тура · h6 біла тура · a5 білий кінь · f5 білий пішак · d4 біла тура · h3 чорний пішак · b2 чорний кінь · e2 чорний пішак · h2 білий пішак · e1 білий кінь · f1 чорний слон · h1 білий слон | e8 білий король · g8 білий ферзь · h8 чорний кінь · a7 чорний король · c7 білий слон · f7 чорний пішак · h7 чорна тура · h6 біла тура · a5 білий кінь · f5 білий пішак · d4 біла тура · h3 чорний пішак · b2 чорний кінь · e2 чорний пішак · h2 білий пішак · e1 білий кінь · f1 чорний слон · h1 білий слон | e8 білий король · g8 білий ферзь · h8 чорний кінь · a7 чорний король · c7 білий слон · f7 чорний пішак · h7 чорна тура · h6 біла тура · a5 білий кінь · f5 білий пішак · d4 біла тура · h3 чорний пішак · b2 чорний кінь · e2 чорний пішак · h2 білий пішак · e1 білий кінь · f1 чорний слон · h1 білий слон | e8 білий король · g8 білий ферзь · h8 чорний кінь · a7 чорний король · c7 білий слон · f7 чорний пішак · h7 чорна тура · h6 біла тура · a5 білий кінь · f5 білий пішак · d4 біла тура · h3 чорний пішак · b2 чорний кінь · e2 чорний пішак · h2 білий пішак · e1 білий кінь · f1 чорний слон · h1 білий слон | e8 білий король · g8 білий ферзь · h8 чорний кінь · a7 чорний король · c7 білий слон · f7 чорний пішак · h7 чорна тура · h6 біла тура · a5 білий кінь · f5 білий пішак · d4 біла тура · h3 чорний пішак · b2 чорний кінь · e2 чорний пішак · h2 білий пішак · e1 білий кінь · f1 чорний слон · h1 білий слон | e8 білий король · g8 білий ферзь · h8 чорний кінь · a7 чорний король · c7 білий слон · f7 чорний пішак · h7 чорна тура · h6 біла тура · a5 білий кінь · f5 білий пішак · d4 біла тура · h3 чорний пішак · b2 чорний кінь · e2 чорний пішак · h2 білий пішак · e1 білий кінь · f1 чорний слон · h1 білий слон | e8 білий король · g8 білий ферзь · h8 чорний кінь · a7 чорний король · c7 білий слон · f7 чорний пішак · h7 чорна тура · h6 біла тура · a5 білий кінь · f5 білий пішак · d4 біла тура · h3 чорний пішак · b2 чорний кінь · e2 чорний пішак · h2 білий пішак · e1 білий кінь · f1 чорний слон · h1 білий слон | e8 білий король · g8 білий ферзь · h8 чорний кінь · a7 чорний король · c7 білий слон · f7 чорний пішак · h7 чорна тура · h6 біла тура · a5 білий кінь · f5 білий пішак · d4 біла тура · h3 чорний пішак · b2 чорний кінь · e2 чорний пішак · h2 білий пішак · e1 білий кінь · f1 чорний слон · h1 білий слон | 2 |
| 1 | e8 білий король · g8 білий ферзь · h8 чорний кінь · a7 чорний король · c7 білий слон · f7 чорний пішак · h7 чорна тура · h6 біла тура · a5 білий кінь · f5 білий пішак · d4 біла тура · h3 чорний пішак · b2 чорний кінь · e2 чорний пішак · h2 білий пішак · e1 білий кінь · f1 чорний слон · h1 білий слон | e8 білий король · g8 білий ферзь · h8 чорний кінь · a7 чорний король · c7 білий слон · f7 чорний пішак · h7 чорна тура · h6 біла тура · a5 білий кінь · f5 білий пішак · d4 біла тура · h3 чорний пішак · b2 чорний кінь · e2 чорний пішак · h2 білий пішак · e1 білий кінь · f1 чорний слон · h1 білий слон | e8 білий король · g8 білий ферзь · h8 чорний кінь · a7 чорний король · c7 білий слон · f7 чорний пішак · h7 чорна тура · h6 біла тура · a5 білий кінь · f5 білий пішак · d4 біла тура · h3 чорний пішак · b2 чорний кінь · e2 чорний пішак · h2 білий пішак · e1 білий кінь · f1 чорний слон · h1 білий слон | e8 білий король · g8 білий ферзь · h8 чорний кінь · a7 чорний король · c7 білий слон · f7 чорний пішак · h7 чорна тура · h6 біла тура · a5 білий кінь · f5 білий пішак · d4 біла тура · h3 чорний пішак · b2 чорний кінь · e2 чорний пішак · h2 білий пішак · e1 білий кінь · f1 чорний слон · h1 білий слон | e8 білий король · g8 білий ферзь · h8 чорний кінь · a7 чорний король · c7 білий слон · f7 чорний пішак · h7 чорна тура · h6 біла тура · a5 білий кінь · f5 білий пішак · d4 біла тура · h3 чорний пішак · b2 чорний кінь · e2 чорний пішак · h2 білий пішак · e1 білий кінь · f1 чорний слон · h1 білий слон | e8 білий король · g8 білий ферзь · h8 чорний кінь · a7 чорний король · c7 білий слон · f7 чорний пішак · h7 чорна тура · h6 біла тура · a5 білий кінь · f5 білий пішак · d4 біла тура · h3 чорний пішак · b2 чорний кінь · e2 чорний пішак · h2 білий пішак · e1 білий кінь · f1 чорний слон · h1 білий слон | e8 білий король · g8 білий ферзь · h8 чорний кінь · a7 чорний король · c7 білий слон · f7 чорний пішак · h7 чорна тура · h6 біла тура · a5 білий кінь · f5 білий пішак · d4 біла тура · h3 чорний пішак · b2 чорний кінь · e2 чорний пішак · h2 білий пішак · e1 білий кінь · f1 чорний слон · h1 білий слон | e8 білий король · g8 білий ферзь · h8 чорний кінь · a7 чорний король · c7 білий слон · f7 чорний пішак · h7 чорна тура · h6 біла тура · a5 білий кінь · f5 білий пішак · d4 біла тура · h3 чорний пішак · b2 чорний кінь · e2 чорний пішак · h2 білий пішак · e1 білий кінь · f1 чорний слон · h1 білий слон | 1 |
|   | a | b | c | d | e | f | g | h |   |

FEN: 4K1Qn/k1B2p1r/7R/N4P2/3R4/7p/1n2p2P/4Nb1B
1. Rdd6? (A) Sg6! (a)
1. Rd8?   (B) Bg2! (b)
1. Qg1! ~ 2. Bd~# (14 загроз, на жаль разом з тематичними матами)
1. ... Sg6 (a) 2. Rd6# (A)
1. ... Bg2 (b) 2. Rd8#  (B)
|   | a | b | c | d | e | f | g | h |   |
| 8 | c7 чорний пішак · d7 білий король · e7 білий пішак · g7 білий пішак · a5 чорний слон · c5 чорний пішак · d5 чорний король · e5 чорний пішак · a4 біла тура · b4 чорна тура · g4 чорна тура · d3 білий слон · f3 білий пішак · c2 білий кінь · d2 білий кінь · e2 білий пішак · d1 біла тура | c7 чорний пішак · d7 білий король · e7 білий пішак · g7 білий пішак · a5 чорний слон · c5 чорний пішак · d5 чорний король · e5 чорний пішак · a4 біла тура · b4 чорна тура · g4 чорна тура · d3 білий слон · f3 білий пішак · c2 білий кінь · d2 білий кінь · e2 білий пішак · d1 біла тура | c7 чорний пішак · d7 білий король · e7 білий пішак · g7 білий пішак · a5 чорний слон · c5 чорний пішак · d5 чорний король · e5 чорний пішак · a4 біла тура · b4 чорна тура · g4 чорна тура · d3 білий слон · f3 білий пішак · c2 білий кінь · d2 білий кінь · e2 білий пішак · d1 біла тура | c7 чорний пішак · d7 білий король · e7 білий пішак · g7 білий пішак · a5 чорний слон · c5 чорний пішак · d5 чорний король · e5 чорний пішак · a4 біла тура · b4 чорна тура · g4 чорна тура · d3 білий слон · f3 білий пішак · c2 білий кінь · d2 білий кінь · e2 білий пішак · d1 біла тура | c7 чорний пішак · d7 білий король · e7 білий пішак · g7 білий пішак · a5 чорний слон · c5 чорний пішак · d5 чорний король · e5 чорний пішак · a4 біла тура · b4 чорна тура · g4 чорна тура · d3 білий слон · f3 білий пішак · c2 білий кінь · d2 білий кінь · e2 білий пішак · d1 біла тура | c7 чорний пішак · d7 білий король · e7 білий пішак · g7 білий пішак · a5 чорний слон · c5 чорний пішак · d5 чорний король · e5 чорний пішак · a4 біла тура · b4 чорна тура · g4 чорна тура · d3 білий слон · f3 білий пішак · c2 білий кінь · d2 білий кінь · e2 білий пішак · d1 біла тура | c7 чорний пішак · d7 білий король · e7 білий пішак · g7 білий пішак · a5 чорний слон · c5 чорний пішак · d5 чорний король · e5 чорний пішак · a4 біла тура · b4 чорна тура · g4 чорна тура · d3 білий слон · f3 білий пішак · c2 білий кінь · d2 білий кінь · e2 білий пішак · d1 біла тура | c7 чорний пішак · d7 білий король · e7 білий пішак · g7 білий пішак · a5 чорний слон · c5 чорний пішак · d5 чорний король · e5 чорний пішак · a4 біла тура · b4 чорна тура · g4 чорна тура · d3 білий слон · f3 білий пішак · c2 білий кінь · d2 білий кінь · e2 білий пішак · d1 біла тура | 8 |
| 7 | c7 чорний пішак · d7 білий король · e7 білий пішак · g7 білий пішак · a5 чорний слон · c5 чорний пішак · d5 чорний король · e5 чорний пішак · a4 біла тура · b4 чорна тура · g4 чорна тура · d3 білий слон · f3 білий пішак · c2 білий кінь · d2 білий кінь · e2 білий пішак · d1 біла тура | c7 чорний пішак · d7 білий король · e7 білий пішак · g7 білий пішак · a5 чорний слон · c5 чорний пішак · d5 чорний король · e5 чорний пішак · a4 біла тура · b4 чорна тура · g4 чорна тура · d3 білий слон · f3 білий пішак · c2 білий кінь · d2 білий кінь · e2 білий пішак · d1 біла тура | c7 чорний пішак · d7 білий король · e7 білий пішак · g7 білий пішак · a5 чорний слон · c5 чорний пішак · d5 чорний король · e5 чорний пішак · a4 біла тура · b4 чорна тура · g4 чорна тура · d3 білий слон · f3 білий пішак · c2 білий кінь · d2 білий кінь · e2 білий пішак · d1 біла тура | c7 чорний пішак · d7 білий король · e7 білий пішак · g7 білий пішак · a5 чорний слон · c5 чорний пішак · d5 чорний король · e5 чорний пішак · a4 біла тура · b4 чорна тура · g4 чорна тура · d3 білий слон · f3 білий пішак · c2 білий кінь · d2 білий кінь · e2 білий пішак · d1 біла тура | c7 чорний пішак · d7 білий король · e7 білий пішак · g7 білий пішак · a5 чорний слон · c5 чорний пішак · d5 чорний король · e5 чорний пішак · a4 біла тура · b4 чорна тура · g4 чорна тура · d3 білий слон · f3 білий пішак · c2 білий кінь · d2 білий кінь · e2 білий пішак · d1 біла тура | c7 чорний пішак · d7 білий король · e7 білий пішак · g7 білий пішак · a5 чорний слон · c5 чорний пішак · d5 чорний король · e5 чорний пішак · a4 біла тура · b4 чорна тура · g4 чорна тура · d3 білий слон · f3 білий пішак · c2 білий кінь · d2 білий кінь · e2 білий пішак · d1 біла тура | c7 чорний пішак · d7 білий король · e7 білий пішак · g7 білий пішак · a5 чорний слон · c5 чорний пішак · d5 чорний король · e5 чорний пішак · a4 біла тура · b4 чорна тура · g4 чорна тура · d3 білий слон · f3 білий пішак · c2 білий кінь · d2 білий кінь · e2 білий пішак · d1 біла тура | c7 чорний пішак · d7 білий король · e7 білий пішак · g7 білий пішак · a5 чорний слон · c5 чорний пішак · d5 чорний король · e5 чорний пішак · a4 біла тура · b4 чорна тура · g4 чорна тура · d3 білий слон · f3 білий пішак · c2 білий кінь · d2 білий кінь · e2 білий пішак · d1 біла тура | 7 |
| 6 | c7 чорний пішак · d7 білий король · e7 білий пішак · g7 білий пішак · a5 чорний слон · c5 чорний пішак · d5 чорний король · e5 чорний пішак · a4 біла тура · b4 чорна тура · g4 чорна тура · d3 білий слон · f3 білий пішак · c2 білий кінь · d2 білий кінь · e2 білий пішак · d1 біла тура | c7 чорний пішак · d7 білий король · e7 білий пішак · g7 білий пішак · a5 чорний слон · c5 чорний пішак · d5 чорний король · e5 чорний пішак · a4 біла тура · b4 чорна тура · g4 чорна тура · d3 білий слон · f3 білий пішак · c2 білий кінь · d2 білий кінь · e2 білий пішак · d1 біла тура | c7 чорний пішак · d7 білий король · e7 білий пішак · g7 білий пішак · a5 чорний слон · c5 чорний пішак · d5 чорний король · e5 чорний пішак · a4 біла тура · b4 чорна тура · g4 чорна тура · d3 білий слон · f3 білий пішак · c2 білий кінь · d2 білий кінь · e2 білий пішак · d1 біла тура | c7 чорний пішак · d7 білий король · e7 білий пішак · g7 білий пішак · a5 чорний слон · c5 чорний пішак · d5 чорний король · e5 чорний пішак · a4 біла тура · b4 чорна тура · g4 чорна тура · d3 білий слон · f3 білий пішак · c2 білий кінь · d2 білий кінь · e2 білий пішак · d1 біла тура | c7 чорний пішак · d7 білий король · e7 білий пішак · g7 білий пішак · a5 чорний слон · c5 чорний пішак · d5 чорний король · e5 чорний пішак · a4 біла тура · b4 чорна тура · g4 чорна тура · d3 білий слон · f3 білий пішак · c2 білий кінь · d2 білий кінь · e2 білий пішак · d1 біла тура | c7 чорний пішак · d7 білий король · e7 білий пішак · g7 білий пішак · a5 чорний слон · c5 чорний пішак · d5 чорний король · e5 чорний пішак · a4 біла тура · b4 чорна тура · g4 чорна тура · d3 білий слон · f3 білий пішак · c2 білий кінь · d2 білий кінь · e2 білий пішак · d1 біла тура | c7 чорний пішак · d7 білий король · e7 білий пішак · g7 білий пішак · a5 чорний слон · c5 чорний пішак · d5 чорний король · e5 чорний пішак · a4 біла тура · b4 чорна тура · g4 чорна тура · d3 білий слон · f3 білий пішак · c2 білий кінь · d2 білий кінь · e2 білий пішак · d1 біла тура | c7 чорний пішак · d7 білий король · e7 білий пішак · g7 білий пішак · a5 чорний слон · c5 чорний пішак · d5 чорний король · e5 чорний пішак · a4 біла тура · b4 чорна тура · g4 чорна тура · d3 білий слон · f3 білий пішак · c2 білий кінь · d2 білий кінь · e2 білий пішак · d1 біла тура | 6 |
| 5 | c7 чорний пішак · d7 білий король · e7 білий пішак · g7 білий пішак · a5 чорний слон · c5 чорний пішак · d5 чорний король · e5 чорний пішак · a4 біла тура · b4 чорна тура · g4 чорна тура · d3 білий слон · f3 білий пішак · c2 білий кінь · d2 білий кінь · e2 білий пішак · d1 біла тура | c7 чорний пішак · d7 білий король · e7 білий пішак · g7 білий пішак · a5 чорний слон · c5 чорний пішак · d5 чорний король · e5 чорний пішак · a4 біла тура · b4 чорна тура · g4 чорна тура · d3 білий слон · f3 білий пішак · c2 білий кінь · d2 білий кінь · e2 білий пішак · d1 біла тура | c7 чорний пішак · d7 білий король · e7 білий пішак · g7 білий пішак · a5 чорний слон · c5 чорний пішак · d5 чорний король · e5 чорний пішак · a4 біла тура · b4 чорна тура · g4 чорна тура · d3 білий слон · f3 білий пішак · c2 білий кінь · d2 білий кінь · e2 білий пішак · d1 біла тура | c7 чорний пішак · d7 білий король · e7 білий пішак · g7 білий пішак · a5 чорний слон · c5 чорний пішак · d5 чорний король · e5 чорний пішак · a4 біла тура · b4 чорна тура · g4 чорна тура · d3 білий слон · f3 білий пішак · c2 білий кінь · d2 білий кінь · e2 білий пішак · d1 біла тура | c7 чорний пішак · d7 білий король · e7 білий пішак · g7 білий пішак · a5 чорний слон · c5 чорний пішак · d5 чорний король · e5 чорний пішак · a4 біла тура · b4 чорна тура · g4 чорна тура · d3 білий слон · f3 білий пішак · c2 білий кінь · d2 білий кінь · e2 білий пішак · d1 біла тура | c7 чорний пішак · d7 білий король · e7 білий пішак · g7 білий пішак · a5 чорний слон · c5 чорний пішак · d5 чорний король · e5 чорний пішак · a4 біла тура · b4 чорна тура · g4 чорна тура · d3 білий слон · f3 білий пішак · c2 білий кінь · d2 білий кінь · e2 білий пішак · d1 біла тура | c7 чорний пішак · d7 білий король · e7 білий пішак · g7 білий пішак · a5 чорний слон · c5 чорний пішак · d5 чорний король · e5 чорний пішак · a4 біла тура · b4 чорна тура · g4 чорна тура · d3 білий слон · f3 білий пішак · c2 білий кінь · d2 білий кінь · e2 білий пішак · d1 біла тура | c7 чорний пішак · d7 білий король · e7 білий пішак · g7 білий пішак · a5 чорний слон · c5 чорний пішак · d5 чорний король · e5 чорний пішак · a4 біла тура · b4 чорна тура · g4 чорна тура · d3 білий слон · f3 білий пішак · c2 білий кінь · d2 білий кінь · e2 білий пішак · d1 біла тура | 5 |
| 4 | c7 чорний пішак · d7 білий король · e7 білий пішак · g7 білий пішак · a5 чорний слон · c5 чорний пішак · d5 чорний король · e5 чорний пішак · a4 біла тура · b4 чорна тура · g4 чорна тура · d3 білий слон · f3 білий пішак · c2 білий кінь · d2 білий кінь · e2 білий пішак · d1 біла тура | c7 чорний пішак · d7 білий король · e7 білий пішак · g7 білий пішак · a5 чорний слон · c5 чорний пішак · d5 чорний король · e5 чорний пішак · a4 біла тура · b4 чорна тура · g4 чорна тура · d3 білий слон · f3 білий пішак · c2 білий кінь · d2 білий кінь · e2 білий пішак · d1 біла тура | c7 чорний пішак · d7 білий король · e7 білий пішак · g7 білий пішак · a5 чорний слон · c5 чорний пішак · d5 чорний король · e5 чорний пішак · a4 біла тура · b4 чорна тура · g4 чорна тура · d3 білий слон · f3 білий пішак · c2 білий кінь · d2 білий кінь · e2 білий пішак · d1 біла тура | c7 чорний пішак · d7 білий король · e7 білий пішак · g7 білий пішак · a5 чорний слон · c5 чорний пішак · d5 чорний король · e5 чорний пішак · a4 біла тура · b4 чорна тура · g4 чорна тура · d3 білий слон · f3 білий пішак · c2 білий кінь · d2 білий кінь · e2 білий пішак · d1 біла тура | c7 чорний пішак · d7 білий король · e7 білий пішак · g7 білий пішак · a5 чорний слон · c5 чорний пішак · d5 чорний король · e5 чорний пішак · a4 біла тура · b4 чорна тура · g4 чорна тура · d3 білий слон · f3 білий пішак · c2 білий кінь · d2 білий кінь · e2 білий пішак · d1 біла тура | c7 чорний пішак · d7 білий король · e7 білий пішак · g7 білий пішак · a5 чорний слон · c5 чорний пішак · d5 чорний король · e5 чорний пішак · a4 біла тура · b4 чорна тура · g4 чорна тура · d3 білий слон · f3 білий пішак · c2 білий кінь · d2 білий кінь · e2 білий пішак · d1 біла тура | c7 чорний пішак · d7 білий король · e7 білий пішак · g7 білий пішак · a5 чорний слон · c5 чорний пішак · d5 чорний король · e5 чорний пішак · a4 біла тура · b4 чорна тура · g4 чорна тура · d3 білий слон · f3 білий пішак · c2 білий кінь · d2 білий кінь · e2 білий пішак · d1 біла тура | c7 чорний пішак · d7 білий король · e7 білий пішак · g7 білий пішак · a5 чорний слон · c5 чорний пішак · d5 чорний король · e5 чорний пішак · a4 біла тура · b4 чорна тура · g4 чорна тура · d3 білий слон · f3 білий пішак · c2 білий кінь · d2 білий кінь · e2 білий пішак · d1 біла тура | 4 |
| 3 | c7 чорний пішак · d7 білий король · e7 білий пішак · g7 білий пішак · a5 чорний слон · c5 чорний пішак · d5 чорний король · e5 чорний пішак · a4 біла тура · b4 чорна тура · g4 чорна тура · d3 білий слон · f3 білий пішак · c2 білий кінь · d2 білий кінь · e2 білий пішак · d1 біла тура | c7 чорний пішак · d7 білий король · e7 білий пішак · g7 білий пішак · a5 чорний слон · c5 чорний пішак · d5 чорний король · e5 чорний пішак · a4 біла тура · b4 чорна тура · g4 чорна тура · d3 білий слон · f3 білий пішак · c2 білий кінь · d2 білий кінь · e2 білий пішак · d1 біла тура | c7 чорний пішак · d7 білий король · e7 білий пішак · g7 білий пішак · a5 чорний слон · c5 чорний пішак · d5 чорний король · e5 чорний пішак · a4 біла тура · b4 чорна тура · g4 чорна тура · d3 білий слон · f3 білий пішак · c2 білий кінь · d2 білий кінь · e2 білий пішак · d1 біла тура | c7 чорний пішак · d7 білий король · e7 білий пішак · g7 білий пішак · a5 чорний слон · c5 чорний пішак · d5 чорний король · e5 чорний пішак · a4 біла тура · b4 чорна тура · g4 чорна тура · d3 білий слон · f3 білий пішак · c2 білий кінь · d2 білий кінь · e2 білий пішак · d1 біла тура | c7 чорний пішак · d7 білий король · e7 білий пішак · g7 білий пішак · a5 чорний слон · c5 чорний пішак · d5 чорний король · e5 чорний пішак · a4 біла тура · b4 чорна тура · g4 чорна тура · d3 білий слон · f3 білий пішак · c2 білий кінь · d2 білий кінь · e2 білий пішак · d1 біла тура | c7 чорний пішак · d7 білий король · e7 білий пішак · g7 білий пішак · a5 чорний слон · c5 чорний пішак · d5 чорний король · e5 чорний пішак · a4 біла тура · b4 чорна тура · g4 чорна тура · d3 білий слон · f3 білий пішак · c2 білий кінь · d2 білий кінь · e2 білий пішак · d1 біла тура | c7 чорний пішак · d7 білий король · e7 білий пішак · g7 білий пішак · a5 чорний слон · c5 чорний пішак · d5 чорний король · e5 чорний пішак · a4 біла тура · b4 чорна тура · g4 чорна тура · d3 білий слон · f3 білий пішак · c2 білий кінь · d2 білий кінь · e2 білий пішак · d1 біла тура | c7 чорний пішак · d7 білий король · e7 білий пішак · g7 білий пішак · a5 чорний слон · c5 чорний пішак · d5 чорний король · e5 чорний пішак · a4 біла тура · b4 чорна тура · g4 чорна тура · d3 білий слон · f3 білий пішак · c2 білий кінь · d2 білий кінь · e2 білий пішак · d1 біла тура | 3 |
| 2 | c7 чорний пішак · d7 білий король · e7 білий пішак · g7 білий пішак · a5 чорний слон · c5 чорний пішак · d5 чорний король · e5 чорний пішак · a4 біла тура · b4 чорна тура · g4 чорна тура · d3 білий слон · f3 білий пішак · c2 білий кінь · d2 білий кінь · e2 білий пішак · d1 біла тура | c7 чорний пішак · d7 білий король · e7 білий пішак · g7 білий пішак · a5 чорний слон · c5 чорний пішак · d5 чорний король · e5 чорний пішак · a4 біла тура · b4 чорна тура · g4 чорна тура · d3 білий слон · f3 білий пішак · c2 білий кінь · d2 білий кінь · e2 білий пішак · d1 біла тура | c7 чорний пішак · d7 білий король · e7 білий пішак · g7 білий пішак · a5 чорний слон · c5 чорний пішак · d5 чорний король · e5 чорний пішак · a4 біла тура · b4 чорна тура · g4 чорна тура · d3 білий слон · f3 білий пішак · c2 білий кінь · d2 білий кінь · e2 білий пішак · d1 біла тура | c7 чорний пішак · d7 білий король · e7 білий пішак · g7 білий пішак · a5 чорний слон · c5 чорний пішак · d5 чорний король · e5 чорний пішак · a4 біла тура · b4 чорна тура · g4 чорна тура · d3 білий слон · f3 білий пішак · c2 білий кінь · d2 білий кінь · e2 білий пішак · d1 біла тура | c7 чорний пішак · d7 білий король · e7 білий пішак · g7 білий пішак · a5 чорний слон · c5 чорний пішак · d5 чорний король · e5 чорний пішак · a4 біла тура · b4 чорна тура · g4 чорна тура · d3 білий слон · f3 білий пішак · c2 білий кінь · d2 білий кінь · e2 білий пішак · d1 біла тура | c7 чорний пішак · d7 білий король · e7 білий пішак · g7 білий пішак · a5 чорний слон · c5 чорний пішак · d5 чорний король · e5 чорний пішак · a4 біла тура · b4 чорна тура · g4 чорна тура · d3 білий слон · f3 білий пішак · c2 білий кінь · d2 білий кінь · e2 білий пішак · d1 біла тура | c7 чорний пішак · d7 білий король · e7 білий пішак · g7 білий пішак · a5 чорний слон · c5 чорний пішак · d5 чорний король · e5 чорний пішак · a4 біла тура · b4 чорна тура · g4 чорна тура · d3 білий слон · f3 білий пішак · c2 білий кінь · d2 білий кінь · e2 білий пішак · d1 біла тура | c7 чорний пішак · d7 білий король · e7 білий пішак · g7 білий пішак · a5 чорний слон · c5 чорний пішак · d5 чорний король · e5 чорний пішак · a4 біла тура · b4 чорна тура · g4 чорна тура · d3 білий слон · f3 білий пішак · c2 білий кінь · d2 білий кінь · e2 білий пішак · d1 біла тура | 2 |
| 1 | c7 чорний пішак · d7 білий король · e7 білий пішак · g7 білий пішак · a5 чорний слон · c5 чорний пішак · d5 чорний король · e5 чорний пішак · a4 біла тура · b4 чорна тура · g4 чорна тура · d3 білий слон · f3 білий пішак · c2 білий кінь · d2 білий кінь · e2 білий пішак · d1 біла тура | c7 чорний пішак · d7 білий король · e7 білий пішак · g7 білий пішак · a5 чорний слон · c5 чорний пішак · d5 чорний король · e5 чорний пішак · a4 біла тура · b4 чорна тура · g4 чорна тура · d3 білий слон · f3 білий пішак · c2 білий кінь · d2 білий кінь · e2 білий пішак · d1 біла тура | c7 чорний пішак · d7 білий король · e7 білий пішак · g7 білий пішак · a5 чорний слон · c5 чорний пішак · d5 чорний король · e5 чорний пішак · a4 біла тура · b4 чорна тура · g4 чорна тура · d3 білий слон · f3 білий пішак · c2 білий кінь · d2 білий кінь · e2 білий пішак · d1 біла тура | c7 чорний пішак · d7 білий король · e7 білий пішак · g7 білий пішак · a5 чорний слон · c5 чорний пішак · d5 чорний король · e5 чорний пішак · a4 біла тура · b4 чорна тура · g4 чорна тура · d3 білий слон · f3 білий пішак · c2 білий кінь · d2 білий кінь · e2 білий пішак · d1 біла тура | c7 чорний пішак · d7 білий король · e7 білий пішак · g7 білий пішак · a5 чорний слон · c5 чорний пішак · d5 чорний король · e5 чорний пішак · a4 біла тура · b4 чорна тура · g4 чорна тура · d3 білий слон · f3 білий пішак · c2 білий кінь · d2 білий кінь · e2 білий пішак · d1 біла тура | c7 чорний пішак · d7 білий король · e7 білий пішак · g7 білий пішак · a5 чорний слон · c5 чорний пішак · d5 чорний король · e5 чорний пішак · a4 біла тура · b4 чорна тура · g4 чорна тура · d3 білий слон · f3 білий пішак · c2 білий кінь · d2 білий кінь · e2 білий пішак · d1 біла тура | c7 чорний пішак · d7 білий король · e7 білий пішак · g7 білий пішак · a5 чорний слон · c5 чорний пішак · d5 чорний король · e5 чорний пішак · a4 біла тура · b4 чорна тура · g4 чорна тура · d3 білий слон · f3 білий пішак · c2 білий кінь · d2 білий кінь · e2 білий пішак · d1 біла тура | c7 чорний пішак · d7 білий король · e7 білий пішак · g7 білий пішак · a5 чорний слон · c5 чорний пішак · d5 чорний король · e5 чорний пішак · a4 біла тура · b4 чорна тура · g4 чорна тура · d3 білий слон · f3 білий пішак · c2 білий кінь · d2 білий кінь · e2 білий пішак · d1 біла тура | 1 |
|   | a | b | c | d | e | f | g | h |   |

FEN: 8/2pKP1P1/8/b1pkp3/Rr4r1/3B1P2/2NNP3/3R4
1. Sc4? (A) e4! (a)
1. Se4? (B) c4! (c)
1. Bb5! ~ Bc6#
1. ... e4! (a) 2. Sc4# (A)
1. ... c4! (b) 2. Se4# (B)